# Chironomus innocens
Chironomus innocens är en tvåvingeart som först beskrevs av Weyenbergh 1886.  Chironomus innocens ingår i släktet Chironomus och familjen fjädermyggor. Inga underarter finns listade i Catalogue of Life.